# Dar el-Mreisseh

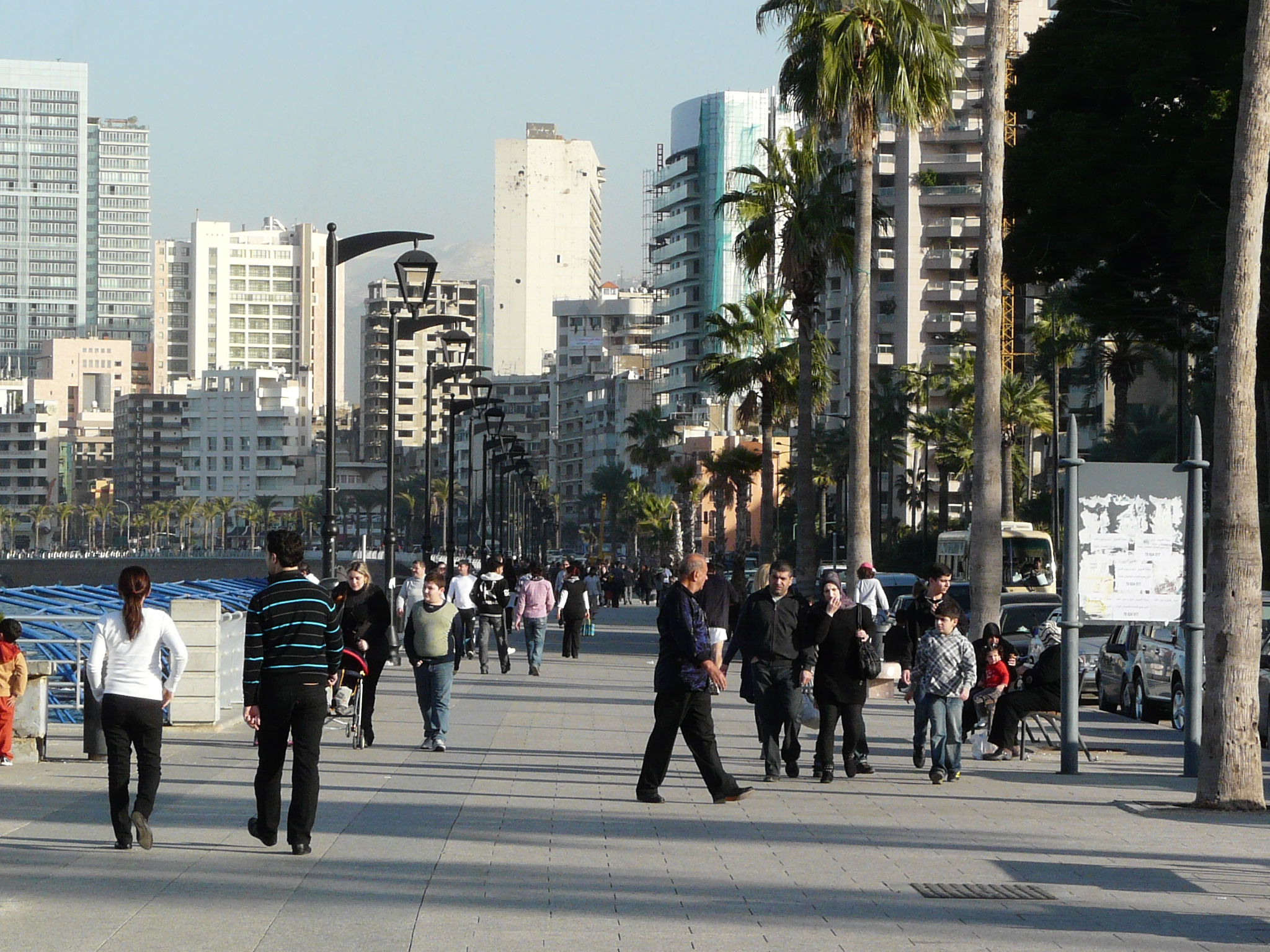
Die Corniche (2010)

Dar el-Mreisseh (arabisch دار المريسة) ist ein Bezirk der libanesischen Hauptstadt Beirut. Er liegt im Westen der Stadt. Im Norden wird er vom Mittelmeer und im Süden von dem größeren Bezirk Ras Beirut begrenzt.
Dar el-Mreisseh besteht aus den drei Stadtteilen Ain el-Mreisseh (Sektor 30), Jamia (arabisch جامعة ‚Universität‘; Sektor 31) und Ras Beirut (Sektor 35; nicht zu verwechseln mit dem gleichnamigen Bezirk).
Dar el-Mreisseh ist bekannt für die Corniche und als Sitz der 1866 gegründeten Amerikanischen Universität Beirut (AUB).